# Голицын, Сергей Иванович
Князь Сергей Иванович Голицын (31 июля (11 августа) 1767 — 20 июня (2 июля) 1831, Санкт-Петербург) — действительный статский советник, член гоф-интендантской конторы, писатель-переводчик.

## Биография
Из Голицыных-Алексеевичей, внучатый племянник Ф. И. Голицына и С. В. Гагарина. Младший сын подполковника Ивана Алексеевича Голицына (1729—1767) и Прасковьи Степановны (1734—до 1810), дочери С. В. Лопухина. Отец скончался вскоре после рождения Сергея, мальчик воспитывался в доме своего дяди кн. П. А. Голицына, сенатора и обер-егермейстера Екатерины II.
В службу записан рядовым в лейб-гвардии Измайловский полк. 1 января 1784 года произведён в прапорщики, в 1785 году — в подпоручики, в 1787 году — в поручики, в 1789 — капитан-поручики. Принимал участие в русско-шведской войне. 1 января 1791 года произведён в капитаны. В 1799 году он вышел в отставку армии бригадиром.
Большую часть времени Голицын жил в Москве в собственном доме «между Петровкой и Большой Дмитровкой, подле Кузнецкого моста». А. Я. Булгаков, который приходился князю родственником, писал брату в 1808 году: «Чижик устраивает себе партии, и ежели чуть только игроки знакомы батюшке, зовёт их обедать; поит всех сих господ хорошими нашими винами не в мочь.»
В отставке находился до 1823 года, после чего был принят на службу по придворному ведомству в чине действительного статского советника и с назначением членом Московской гоф-интендантской конторы. Камергер двора Его Императорского Величества.
Князь Сергей Иванович скончался 20 июня 1831 в Петербурге во время вспыхнувшей эпидемии холеры, похоронен в селе Тентелеве под Петербургом при церкви Святителя Митрофания. Княгиня Надежда Ивановна Голицына, супруга А. Ф. Голицына, писала в своих воспоминаниях:
Но эпидемия всё продолжалась. Едва я переселилась к дядюшке, как там четверо умерли, а двое моих людей заболели. Целыми днями мы наблюдали одну и ту же картину: один гроб следовал за другим. Грусть и какая-то тоска овладели мною, особенно со смертью некоторых знакомых мне лиц. В течение недели повальная болезнь унесла г-на и г-жу Ланских, с которыми я видалась почти ежедневно. Жертвами её стали князь Сергей Голицын — родственник моего мужа, граф Ланжерон, княгиня Наталья Куракина, доктор Мудров.

## Литературная деятельность
По свидетельству современников, Сергей Иванович увлекался литературой. В 1782 году им был издан сборник переводов из различных французских источников «Бог — мститель за невинно убиенных», включавший несколько нравоучительных «примеров», содержание которых «склонено на русский лад». В 1783 году он вместе с братом Алексеем напечатал перевод с французского романа «Новое торжество прекрасного полу, или Подлинные записки девицы Дютернель» (Гор. и дер. б-ка, ч. 7). Голицыну также принадлежали лирические стихи «Досада», напечатанные в альманахе «Подснежник» (СПб., 1829). Некоторыми литературоведами они расцениваются как слабые.

## Брак и дети
Жена (с 8 ноября 1792 года) — Елизавета Васильевна Приклонская (1773—1847), дочь писателя и переводчика Василия Андреевича Приклонского (1746—1789) и Мавры Ивановны Булгаковой, сестры дипломата Я. И. Булгакова. В браке родились пять сыновей и четыре дочери:
- Иван Сергеевич (1793—в малолетстве);
- Василий Сергеевич (1794—1836) — с 1821 года женат на графине Аглаиде Павловне Строгановой, дочери графа П. А. Строганова;
- Прасковья Сергеевна (1795—1879) — супруга с 23 октября 1832 года[8] товарища председателя Московской гражданской палаты Евграфа Григорьевича Саражиновича (1800—1863);
- Наталья Сергеевна (1797—1835) — не замужем;
- Варвара Сергеевна (1799—1871) — член Санкт-Петербургского Женского Патриотического общества. С 1844 года помощница цесаревны по управлению Выборгской школой общества. Проживала в Таврическом дворце вместе с фрейлинами;
- Сергей Сергеевич (1805—1868) — генерал-лейтенант, с 1844 года женат на Александре Петровне Шаховской (1806—1871), дочери князя П. Ф. Шаховского;
- Александр Сергеевич (1806—1885) — генерал-лейтенант, женат на Вере Владимировне Каблуковой (1819—1879), дочери тайного советника В. И. Каблукова, брак бездетен;
- Николай Сергеевич (1809—1892) — генерал от инфантерии, военный историк, женат с 1840 года на Александре Михайловне Григорьевой (1813—1878);
- Елизавета Сергеевна (1811—22.03.1842[9]), умерла от чахотки, похоронена на Тентелевском кладбище.